# Колменар Вијехо
Колменар Вијехо (шп. Colmenar Viejo) град је у Шпанији у аутономној заједници Заједница Мадрид. Према процени из 2017. у граду је живело 48 020 становника.

## Становништво
Према процени, у граду је 2017. живело 48 020 становника.
| 2017.  |
| ------ |
| 48.020 |

## Партнерски градови
- Сирен
- Колеферо